# Gija
| Chinesische Bezeichnung   | Chinesische Bezeichnung |
| ------------------------- | ----------------------- |
| Traditionell:             | 箕子                    |
| Vereinfacht:              | 箕子                    |
| Pinyin:                   | Jīzǐ                    |
| Wade-Giles:               | Chi-tzu                 |
| Koreanische Bezeichnung   |                         |
| koreanisches Alphabet:    | 기자                    |
| chinesische Zeichen:      | 箕子                    |
| Revidierte Romanisierung: | Gija                    |
| McCune-Reischauer:        | Kija                    |

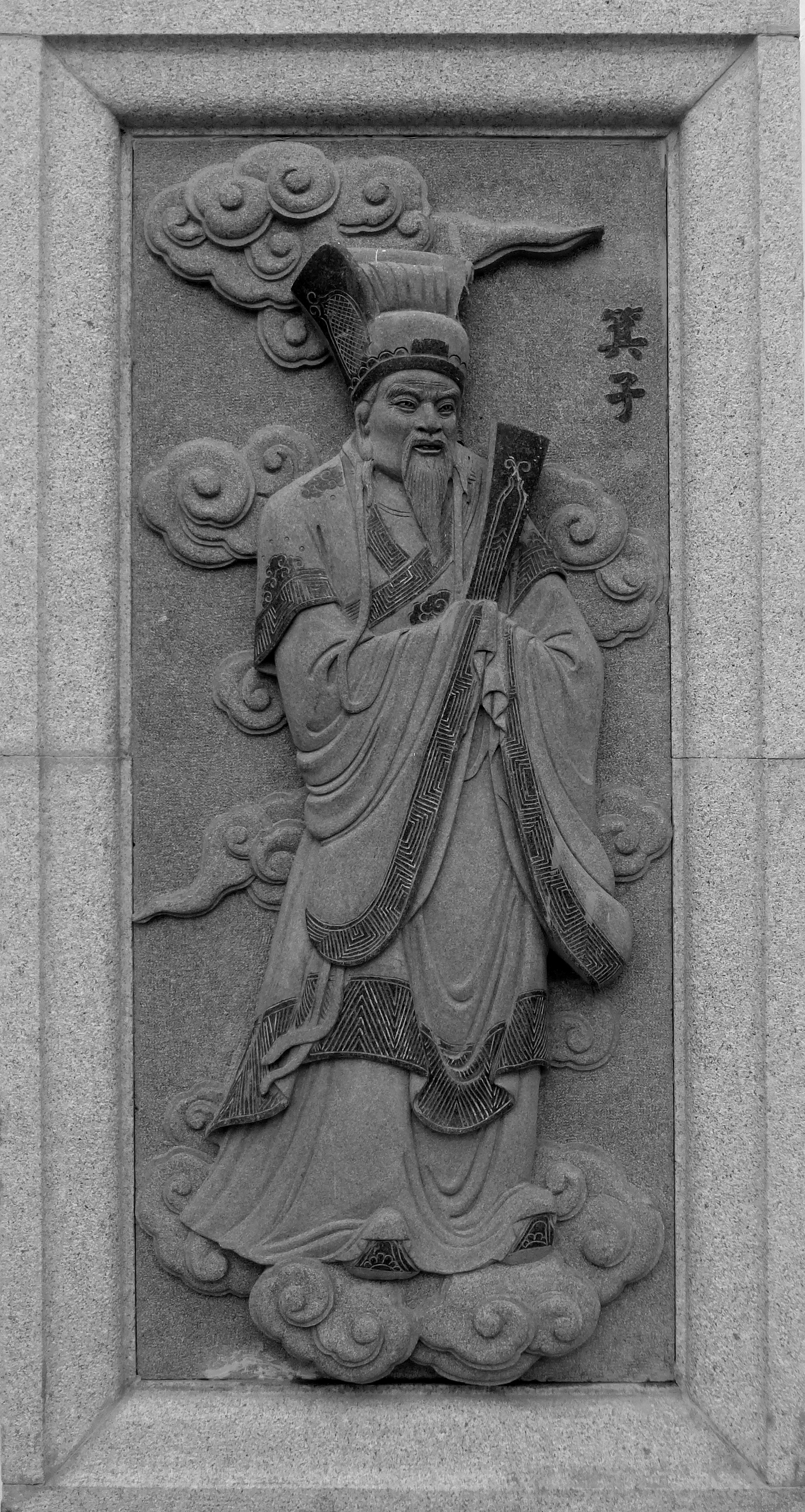
Gija, Ping Sien Si Temple in Perak, Malaysia

Gija, chin. Jizi, war der Begründer der koreanischen Gija-Joseon-Dynastie. Er lebte im 12. Jahrhundert v. Chr.
Gija war nach chinesischen Quellen ein Onkel des Tyrannen Zhou, des letzten Königs der Shang-Dynastie. Beim Sturz der Dynastie saß er im Gefängnis und wurde vom Zhou-König Wu befreit. Da er nicht unter der neuen Dynastie leben wollte, zog er mit 5.000 Anhängern in das Gebiet des heutigen Nordkoreas und gründete dort sein eigenes Königreich.